# Caroline Lucas
Caroline Patricia Lucas, född 9 december 1960 i Malvern i Worcestershire, är en brittisk politiker (Green Party). Hon är ledamot av underhuset för Brighton Pavilion sedan 2010.
Lucas satt i Europaparlamentet mellan 1999 och 2010 som en av de första ledamöterna för Green Party. Hon valdes in som den första gröna parlamentarikern i det brittiska parlamentet vid valet 2010.